# Llista d'asteroides/130801–130900
| Nom      | Designació provisional | Data de descobriment | Lloc de descobriment | Descobridor/s          |
| -------- | ---------------------- | -------------------- | -------------------- | ---------------------- |
| 130801 - | 2000 TO49              | 1 d'octubre, 2000    | Socorro              | LINEAR                 |
| 130802 - | 2000 TX51              | 1 d'octubre, 2000    | Socorro              | LINEAR                 |
| 130803 - | 2000 TS52              | 1 d'octubre, 2000    | Socorro              | LINEAR                 |
| 130804 - | 2000 TE55              | 1 d'octubre, 2000    | Socorro              | LINEAR                 |
| 130805 - | 2000 TU62              | 2 d'octubre, 2000    | Socorro              | LINEAR                 |
| 130806 - | 2000 TB66              | 1 d'octubre, 2000    | Socorro              | LINEAR                 |
| 130807 - | 2000 TY67              | 3 d'octubre, 2000    | Socorro              | LINEAR                 |
| 130808 - | 2000 UU                | 21 d'octubre, 2000   | Višnjan Observatory  | K. Korlević            |
| 130809 - | 2000 UJ5               | 24 d'octubre, 2000   | Socorro              | LINEAR                 |
| 130810 - | 2000 UN5               | 24 d'octubre, 2000   | Socorro              | LINEAR                 |
| 130811 - | 2000 UH6               | 24 d'octubre, 2000   | Socorro              | LINEAR                 |
| 130812 - | 2000 UP6               | 24 d'octubre, 2000   | Socorro              | LINEAR                 |
| 130813 - | 2000 UM8               | 24 d'octubre, 2000   | Socorro              | LINEAR                 |
| 130814 - | 2000 UW8               | 24 d'octubre, 2000   | Socorro              | LINEAR                 |
| 130815 - | 2000 UD9               | 24 d'octubre, 2000   | Socorro              | LINEAR                 |
| 130816 - | 2000 UJ9               | 24 d'octubre, 2000   | Socorro              | LINEAR                 |
| 130817 - | 2000 UU9               | 24 d'octubre, 2000   | Socorro              | LINEAR                 |
| 130818 - | 2000 UM13              | 23 d'octubre, 2000   | Višnjan Observatory  | K. Korlević            |
| 130819 - | 2000 UQ14              | 25 d'octubre, 2000   | Socorro              | LINEAR                 |
| 130820 - | 2000 UH17              | 24 d'octubre, 2000   | Socorro              | LINEAR                 |
| 130821 - | 2000 UT19              | 29 d'octubre, 2000   | Kitt Peak            | Spacewatch             |
| 130822 - | 2000 UD20              | 24 d'octubre, 2000   | Socorro              | LINEAR                 |
| 130823 - | 2000 UJ22              | 24 d'octubre, 2000   | Socorro              | LINEAR                 |
| 130824 - | 2000 UQ25              | 24 d'octubre, 2000   | Socorro              | LINEAR                 |
| 130825 - | 2000 UV25              | 24 d'octubre, 2000   | Socorro              | LINEAR                 |
| 130826 - | 2000 UT28              | 30 d'octubre, 2000   | Socorro              | LINEAR                 |
| 130827 - | 2000 UB34              | 24 d'octubre, 2000   | Socorro              | LINEAR                 |
| 130828 - | 2000 UL36              | 24 d'octubre, 2000   | Socorro              | LINEAR                 |
| 130829 - | 2000 UX36              | 24 d'octubre, 2000   | Socorro              | LINEAR                 |
| 130830 - | 2000 UJ40              | 24 d'octubre, 2000   | Socorro              | LINEAR                 |
| 130831 - | 2000 UL43              | 24 d'octubre, 2000   | Socorro              | LINEAR                 |
| 130832 - | 2000 UG44              | 24 d'octubre, 2000   | Socorro              | LINEAR                 |
| 130833 - | 2000 UH44              | 24 d'octubre, 2000   | Socorro              | LINEAR                 |
| 130834 - | 2000 US44              | 24 d'octubre, 2000   | Socorro              | LINEAR                 |
| 130835 - | 2000 US46              | 24 d'octubre, 2000   | Socorro              | LINEAR                 |
| 130836 - | 2000 UJ47              | 24 d'octubre, 2000   | Socorro              | LINEAR                 |
| 130837 - | 2000 UU47              | 24 d'octubre, 2000   | Socorro              | LINEAR                 |
| 130838 - | 2000 UY47              | 24 d'octubre, 2000   | Socorro              | LINEAR                 |
| 130839 - | 2000 UY50              | 24 d'octubre, 2000   | Socorro              | LINEAR                 |
| 130840 - | 2000 UN51              | 24 d'octubre, 2000   | Socorro              | LINEAR                 |
| 130841 - | 2000 UG52              | 24 d'octubre, 2000   | Socorro              | LINEAR                 |
| 130842 - | 2000 UY54              | 24 d'octubre, 2000   | Socorro              | LINEAR                 |
| 130843 - | 2000 UP60              | 25 d'octubre, 2000   | Socorro              | LINEAR                 |
| 130844 - | 2000 UL61              | 25 d'octubre, 2000   | Socorro              | LINEAR                 |
| 130845 - | 2000 UQ62              | 25 d'octubre, 2000   | Socorro              | LINEAR                 |
| 130846 - | 2000 UL63              | 25 d'octubre, 2000   | Socorro              | LINEAR                 |
| 130847 - | 2000 UB64              | 25 d'octubre, 2000   | Socorro              | LINEAR                 |
| 130848 - | 2000 UF64              | 25 d'octubre, 2000   | Socorro              | LINEAR                 |
| 130849 - | 2000 UU64              | 25 d'octubre, 2000   | Socorro              | LINEAR                 |
| 130850 - | 2000 UU66              | 25 d'octubre, 2000   | Socorro              | LINEAR                 |
| 130851 - | 2000 UO68              | 25 d'octubre, 2000   | Socorro              | LINEAR                 |
| 130852 - | 2000 UR68              | 25 d'octubre, 2000   | Socorro              | LINEAR                 |
| 130853 - | 2000 UW68              | 25 d'octubre, 2000   | Socorro              | LINEAR                 |
| 130854 - | 2000 UD73              | 25 d'octubre, 2000   | Socorro              | LINEAR                 |
| 130855 - | 2000 UX73              | 26 d'octubre, 2000   | Socorro              | LINEAR                 |
| 130856 - | 2000 UZ73              | 26 d'octubre, 2000   | Socorro              | LINEAR                 |
| 130857 - | 2000 UV77              | 23 d'octubre, 2000   | Višnjan Observatory  | K. Korlević            |
| 130858 - | 2000 UJ79              | 24 d'octubre, 2000   | Socorro              | LINEAR                 |
| 130859 - | 2000 UO81              | 24 d'octubre, 2000   | Socorro              | LINEAR                 |
| 130860 - | 2000 UY82              | 30 d'octubre, 2000   | Socorro              | LINEAR                 |
| 130861 - | 2000 UH85              | 31 d'octubre, 2000   | Socorro              | LINEAR                 |
| 130862 - | 2000 US86              | 31 d'octubre, 2000   | Socorro              | LINEAR                 |
| 130863 - | 2000 UB103             | 25 d'octubre, 2000   | Socorro              | LINEAR                 |
| 130864 - | 2000 UD103             | 25 d'octubre, 2000   | Socorro              | LINEAR                 |
| 130865 - | 2000 UJ107             | 30 d'octubre, 2000   | Socorro              | LINEAR                 |
| 130866 - | 2000 UO109             | 31 d'octubre, 2000   | Socorro              | LINEAR                 |
| 130867 - | 2000 US110             | 25 d'octubre, 2000   | Socorro              | LINEAR                 |
| 130868 - | 2000 VZ                | 1 de novembre, 2000  | Kitt Peak            | Spacewatch             |
| 130869 - | 2000 VH1               | 1 de novembre, 2000  | Socorro              | LINEAR                 |
| 130870 - | 2000 VK1               | 1 de novembre, 2000  | Socorro              | LINEAR                 |
| 130871 - | 2000 VG2               | 1 de novembre, 2000  | Socorro              | LINEAR                 |
| 130872 - | 2000 VQ2               | 1 de novembre, 2000  | Ondřejov             | P. Kušnirák            |
| 130873 - | 2000 VR2               | 1 de novembre, 2000  | Ondřejov             | P. Pravec, P. Kušnirák |
| 130874 - | 2000 VK3               | 1 de novembre, 2000  | Desert Beaver        | W. K. Y. Yeung         |
| 130875 - | 2000 VN3               | 1 de novembre, 2000  | Socorro              | LINEAR                 |
| 130876 - | 2000 VU4               | 1 de novembre, 2000  | Socorro              | LINEAR                 |
| 130877 - | 2000 VT7               | 1 de novembre, 2000  | Socorro              | LINEAR                 |
| 130878 - | 2000 VM13              | 1 de novembre, 2000  | Socorro              | LINEAR                 |
| 130879 - | 2000 VP13              | 1 de novembre, 2000  | Socorro              | LINEAR                 |
| 130880 - | 2000 VV13              | 1 de novembre, 2000  | Socorro              | LINEAR                 |
| 130881 - | 2000 VX13              | 1 de novembre, 2000  | Socorro              | LINEAR                 |
| 130882 - | 2000 VN15              | 1 de novembre, 2000  | Socorro              | LINEAR                 |
| 130883 - | 2000 VU15              | 1 de novembre, 2000  | Socorro              | LINEAR                 |
| 130884 - | 2000 VY17              | 1 de novembre, 2000  | Socorro              | LINEAR                 |
| 130885 - | 2000 VV21              | 1 de novembre, 2000  | Socorro              | LINEAR                 |
| 130886 - | 2000 VO22              | 1 de novembre, 2000  | Socorro              | LINEAR                 |
| 130887 - | 2000 VB23              | 1 de novembre, 2000  | Socorro              | LINEAR                 |
| 130888 - | 2000 VU23              | 1 de novembre, 2000  | Socorro              | LINEAR                 |
| 130889 - | 2000 VX23              | 1 de novembre, 2000  | Socorro              | LINEAR                 |
| 130890 - | 2000 VE24              | 1 de novembre, 2000  | Socorro              | LINEAR                 |
| 130891 - | 2000 VP24              | 1 de novembre, 2000  | Socorro              | LINEAR                 |
| 130892 - | 2000 VV24              | 1 de novembre, 2000  | Socorro              | LINEAR                 |
| 130893 - | 2000 VA27              | 1 de novembre, 2000  | Socorro              | LINEAR                 |
| 130894 - | 2000 VC28              | 1 de novembre, 2000  | Socorro              | LINEAR                 |
| 130895 - | 2000 VM28              | 1 de novembre, 2000  | Socorro              | LINEAR                 |
| 130896 - | 2000 VY28              | 1 de novembre, 2000  | Socorro              | LINEAR                 |
| 130897 - | 2000 VS30              | 1 de novembre, 2000  | Socorro              | LINEAR                 |
| 130898 - | 2000 VQ31              | 1 de novembre, 2000  | Socorro              | LINEAR                 |
| 130899 - | 2000 VG32              | 1 de novembre, 2000  | Socorro              | LINEAR                 |
| 130900 - | 2000 VH32              | 1 de novembre, 2000  | Socorro              | LINEAR                 |